# NGC 540
NGC 540 je galaksija u zviježđu Kit.

## Vanjske poveznice
- SEDS: NGC 0540